# Riacho São Francisco
Riacho São Francisco är ett periodiskt vattendrag i Brasilien.   Det ligger i delstaten Paraíba, i den östra delen av landet, 1 500 km nordost om huvudstaden Brasília.
Omgivningarna runt Riacho São Francisco är huvudsakligen savann. Runt Riacho São Francisco är det ganska tätbefolkat, med 75 invånare per kvadratkilometer.